# Tagoloan

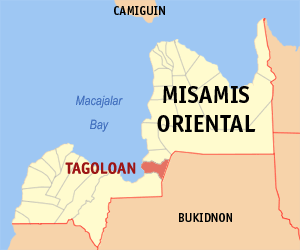
Bản đồ Misamis Oriental với vị trí của Tagoloan

Tagoloan (pronounced as tagolwan) là một đô thị hạng 3 ở tỉnh Misamis Oriental, Philippines. Theo điều tra dân số năm 2000 của Philipin, đô thị này có dân số 46.649 người trong 9,269 hộ.
Tagoloan toạ lạc ở phía đông Thành phố Cagayan de Oro.

## Các đơn vị hành chính
Tagoloan được chia ra 10 barangay.
- Baluarte
- Casinglot
- Gracia
- Mohon
- Natumolan
- Poblacion
- Rosario
- Santa Ana
- Santa Cruz
- Sugbongcogon